# Salvatore Pelosi
Salvatore Pelosi (* 10. April 1906 in Montella bei Avellino; † 24. Oktober 1974) war ein italienischer Marineoffizier.

## Militärische Laufbahn
Salvatore Pelosi wurde an der Marineakademie in Livorno ausgebildet. Er diente danach u. a. im italienischen Ostasiengeschwader (u. a. auf dem Schlachtschiff Caio Duilio und beim italienischen Marinekommando in Tientsin). Nach einem Fortbildungslehrgang an der Marineakademie in Livorno diente er auf verschiedenen Kreuzern und Zerstörern.
Bei Ausbruch des Zweiten Weltkriegs war er Kommandant des im Roten Meer stationierten U-Bootes Torricelli. Am 23. Juni 1940 nahm er dort mit überlegenen britischen Kräften den Kampf auf. Nachdem er zum Auftauchen gezwungen worden war, fügte er den britischen Einheiten mit seiner Bordkanone und den verbliebenen Torpedos erheblichen Schaden zu. Die Besatzung rettete den schwer verwundeten Pelosi vor dem Untergang. Er wurde für diesen Einsatz mit dem höchsten Italiens der Medaglia d’oro al Valore Militare (Tapferkeitsmedaille in Gold) ausgezeichnet. 
Nach der Rückkehr aus der Gefangenschaft übernahm er 1948 das Kommando über den Zerstörer Alfredo Oriani, ab 1951 dann das Marinekommando im italienischen UN-Treuhandgebiet Somalia. 1969 schied er als Vizeadmiral aus dem aktiven Dienst aus.
Ein U-Boot der italienischen Sauro-Klasse ist nach Salvatore Pelosi benannt (das dritte Baulos der Klasse trägt seinen Namen ebenfalls).